# Federación Castellana de Ciclismo
Federación Castellana de Ciclismo fue una federación ciclista española. 
Se constituyeron, en el primer tercio del siglo XX, otras federaciones castellanas para otros deportes: la Federación Castellana de Fútbol (1913), la Federación Castellana de Deportes Atléticos (1918), la Federación Castellana de Natación (1930), la Federación Castellana de Baloncesto (1931), Federación Castellana de Ajedrez, etc.

## Historia
Asistió técnicamente el Trofeo San Fernando en 1963.
En 1965, la Federación Castellana fundó la Escuela de Ciclismo. Un año después, Federico Martín Bahamontes era uno sus profesores y estaba instalada en el Palacio de los Deportes de Madrid.
En 1974, José Antonio Guerrero fue elegido presidente de la Federación Castellana de Ciclismo en sustitución de Antonio Suárez.
Organizadora, en 1977, del III Trofeo de la Hispanidad "Trofeo Príncipe Felipe", en Cuenca.
Algunos de sus presidentes fueron: Juan Palacio (1965), Carlos Fernández (1965), el ciclista retirado Antonio Suárez Vázquez (1969-1973), José Antonio Guerrero (desde 1974).